# Ginebis crumpii
Ginebis crumpii is een slakkensoort uit de familie van de Eucyclidae. De wetenschappelijke naam van de soort werd voor het eerst geldig gepubliceerd in 1893 door Henry Augustus Pilsbry.